# Baie de Penfeld
La baie de Penfeld est une baie située à l'ouest de la Grande Terre des îles Kerguelen dans les Terres australes et antarctiques françaises (TAAF). Il s'agit d'une sous-division de la baie de l'African ouvrant sur l'océan Indien.

## Géographie

### Situation
La baie de Penfeld est une sous-division de la baie de l'African située sur la côte sud-ouest de la péninsule Loranchet qu'elle participe à délimiter à sa base occidentale. Entourée de falaises rocheuses abruptes, elle est bordée au sud par le massif du Grand Balcon et est surplombée en son fond par le pic Guynemer (1 088 m) et le mont Mermoz (910 m). Il s'agit d'une petite baie large de 1,6 km au maximum à son extrémité sur l'océan et de 560 m au minimum vers son fond, elle pénètre de 5,5 km dans la péninsule et s'étend sur environ 6,32 km2 de superficie totale.

### Toponymie
La baie est découverte et nommée par Yves de Kerguelen, lors de son premier voyage de 1772, et prend le nom du port militaire de la rade de Brest, lui même relié au fleuve côtier brestois la Penfeld.